# Estvad Sogn
Estvad Sogn var et sogn i Skive Provsti (Viborg Stift). 1. juni 2018 blev Estvad Sogn lagt sammen med Rønbjerg Sogn under navnet Estvad-Rønbjerg Sogn.
I 1800-tallet var Rønbjerg Sogn anneks til Estvad Sogn. Begge sogne hørte til Ginding Herred i Ringkøbing Amt. Estvad-Rønbjerg sognekommune blev ved kommunalreformen i 1970 indlemmet i Skive Kommune. 
I Estvad Sogn lå Estvad Kirke.
I sognet findes følgende autoriserede stednavne:
- Bærs (bebyggelse, ejerlav)
- Bærsholm (bebyggelse, ejerlav)
- Estvad (bebyggelse, ejerlav)
- Estvadgård (landbrugsejendom)
- Estvadgård Mark (bebyggelse)
- Estvadgård Plantage (areal)
- Flyndersø (vandareal)
- Hesselbjerg (bebyggelse, ejerlav)
- Kisum (bebyggelse, ejerlav)
- Kisum Kær (bebyggelse)
- Kærgårde (bebyggelse)
- Lundbro (bebyggelse)
- Mørkesø (vandareal)
- Rønbjerg Stationsby (bebyggelse)
- Skallesø (vandareal)
- Stovdal (areal)